# نذیر
نذیر (عبری: נזיר) قولی داوطلبانه است که در کتاب مقدس کتاب اعداد ۶:۱-۲۱ ذکر شده است. نذیر در لغت به معنی جداشده است. این قول نیاز دارد که مرد یا زن:
- از شراب، سرکه شراب، انگور، کشمش، و مشروبات الکلی دوری کند.
- موهای خود را کوتاه نکند و اجازه دهد که موهایش بلند شود.
- خود را با تماس با جسد یا قبر نجس نکند.

بعد از اینکه فرد این اعمال را به مدتی انجام داد باید در میکوه غسل کرده و سه قربانی تقدیم کند: یک گوسفند به عنوان قربانی سوخته، یک گوسفند ماده به عنوان کفاره گناهان و یک قوچ به عنوان پیشکش صلح. به همراه پیشکش صلح، یک ظرف نان بدون مخمر، دانه‌های مغزی و پیشکشهای نوشیدنی وجود دارد. در این زمان فرد سر خود را در حیاط بیرونی معبد می‌تراشید و موهای بریده شده را بر روی آتش قربانی سوخته قرار می‌داد. معروفترین فرد نذیر در کتاب مقدس سمسون است که بر اساس داستان موهای وی منبع قدرتش بود.